# Ordre d'Aviz

L’emblème de l’ordre : la croix fleur-de-lysée de sinople

L’ordre d’Aviz (en portugais : Ordem Militar de Avis), ou ordre militaire de Saint-Benoît d’Aviz (Ordem Militar de São Bento de Avis), est un ordre religieux militaire portugais fondé au XIIe siècle.

## Histoire
La Milice des Frères d'Évora est née en 1176, date à laquelle le roi Alphonse Ier, qui a pris la ville aux Maures en 1166, leur confie la forteresse de Coruche, ainsi que des biens dans la ville de Santarém. Le second roi de Portugal Sanche Ier leur confie la défense des châteaux de Juromenha (Alentejo), Alpedriz (à proximité de Leiria) et Alcanede (à proximité de Santarém). La mission de la milice est bien évidemment de prendre une part active à la Reconquista non seulement sur le sol portugais mais également ailleurs dans la péninsule en collaborant avec d'autres souverains chrétiens, comme le montre sa participation à la bataille d'Alarcos (1195) aux côtés du royaume de Castille.
Le premier maître de la milice est Gonçalo Viegas, ancien alcade de Lisbonne, gouverneur militaire de la province de l'Estremadura. Bien que soumis à l’autorité spirituelle de Calatrava, le nouvel ordre prend rapidement une large autonomie, en particulier après son emménagement à Aviz, dans la province de l’Alentejo, offerte par le roi Alphonse II de Portugal en 1211, date à laquelle la confrérie prend son nom.
Comme Calatrava, l’ordre obéit à la règle de saint Benoît et intègre l’ordre cistercien. Les chevaliers portent l’habit blanc cistercien, avec la croix fleurdelysée verte au côté gauche, sous laquelle sont représentés deux oiseaux (avis signifie oiseau en latin). D'ailleurs, jusqu'en 1391, date à laquelle le pape Boniface IX autorise la sécession, Avis garde un lien de dépendance militaire et spirituelle avec l'ordre de Calatrava.
L'ordre contrôle un vaste territoire, de la vallée du Tage à l'Alentejo, jusqu'à la frontière avec le royaume de Castille. La fin de la Reconquista au Portugal – avec, en 1249, la prise de Faro par le roi Alphonse III de Portugal – et le rôle économique et social de l'ordre attise l'intérêt du pouvoir royal qui n'a de cesse, dès le XIVe siècle, de lier leurs destinées respectives. Ainsi, le roi Pierre Ier obtient-il de Rome la maîtrise de l'ordre pour la famille royale.
En 1385, le grand maître de l’ordre d’Aviz, Jean, fils illégitime de Pierre Ier, accède au trône de Portugal, initiant la dynastie d’Aviz. À partir de cette date, les grands maîtres sont tous choisis dans la famille régnante, et l'ordre est officiellement au service du pouvoir royal.
Au XVIe siècle, l’ordre se transforme en un ordre honorifique de la couronne portugaise, l’office de grand maître étant rattaché à la couronne en 1551, et perd tous ses caractères religieux. Il est dissous en 1834 puis restauré en 1894 sous le gouvernement d’Ernesto Hintze Ribeiro, comme ordre purement honorifique. De nouveau dissous en 1910 par le Gouvernement Provisoire de la République de Teófilo Braga, il est de nouveau restauré par Sidónio Pais en 1918 pour récompenser les militaires ayant combattu l’Allemagne dans les Flandres, en Angola et au Mozambique pendant la Première Guerre mondiale.
L’ordre militaire d’Aviz est actuellement purement honorifique, destiné à décorer les militaires se distinguant individuellement ou collectivement.

## Liste des grands maîtres
- Gonçalo Viegas de Lanhoso (1176-1195), mort à la bataille d'Alarcos
- Paio (1200)
- Fernando Anes (1201-1221)
- Fernando Rodrigues Monteiro (1222-1237)
- Martim Fernandes (1238-1264)
- Pedro Afonso (1268-1269)
- Simão Soares (1269-1280)
- Egas Martins de Outeiro (1280-1290)
- João Peres (1291-1292)
- João Afonso (1294)
- Lourenço Afonso (1296-1310)
- Garcia Peres de Casal (1311-1316)
- Gil Martins de Outeiro (1316-1319)
- Vasco Afonso (1320-1329)
- Gil Peres de Noudar (1330-1332)
- Afonso Mendes (1334)
- Gonçalo Vasques (1336-1341)
- João Rodrigues Pimentel (1342-1351)
- João Afonso de Pena de Aguiar (1351-1356)
- Martim de Avelar (1357-1363)
- Jean d'Aviz (1364-1385), futur Jean Ier de Portugal.
- Monarchie portugaise (à partir de 1364)

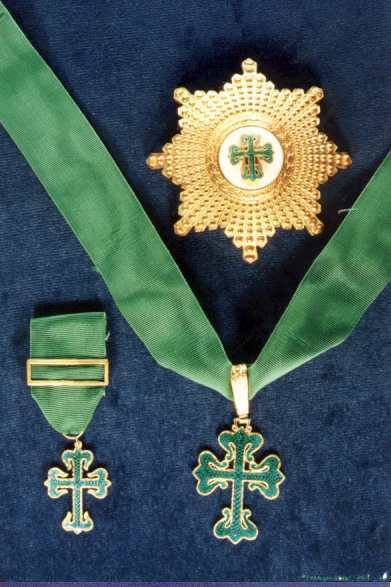
Étoile de l'ordre, collier et médaille.
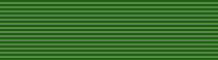
Barrette de l'ordre.
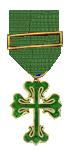
Décoration de l'ordre.